# Yllenus knappi
Yllenus knappi là một loài nhện trong họ Salticidae.
Loài này thuộc chi Yllenus. Yllenus knappi được Wanda Wesołowska & Antonius van Harten miêu tả năm 1994.